# Die Dödelsäcke
Die Dödelsäcke (eigene Schreibweise Die Dødelsäcke) sind eine Folk-Punk-Band aus Mülheim an der Ruhr mit folkloristischen Einflüssen.

## Bandgeschichte
Die Dödelsäcke gründeten sich 1989 zunächst als Politpunkband, die anfänglich nicht live auftreten, sondern nur selbstverfasste Songs im Probenraum spielen wollte.
Die Band hat dann doch einige Konzerte im Rahmen von Festivals gespielt, unter anderem mit den Lokalmatadoren.
1993 stand die Band schon vor der Auflösung, wurde jedoch von Gitarrist Mac Otter und Drummer Mac Ströte weitergeführt. Mit der Besetzung veränderte sich auch die musikalische Richtung: Die politische Ausrichtung wich Fun- bzw. Folk-Punk mit nicht allzu ernsten und zum Teil ironischen Inhalten. Es wurden zunehmend Livekonzerte mit Bands wie Normahl, Hass, Schließmuskel bzw. die Muskeln, Rasta Knast, BILDungslücke, Untergangskommando, Betontod, der Pakt, Die Strafe und ausländischen Bands wie Greenhouse AC und Eläkeläiset gegeben.
2005 kamen die Bandmitglieder Mac Rabbit (Tin Whistle) und Mac Niko (Sackpfeife) in die Band. Dudelsackspieler Mac Niko verstarb plötzlich und unerwartet am 4. Juni 2006. So erlebte er das Erscheinen des Albums „Herrengedeck“ nicht mehr mit, an dem er mitwirkte und auf dem sein Dudelsackspiel zu hören ist.
Seit Januar 2009 sorgt Mac Feed für die schottischen Klänge und mit Mac Micha kam als Mandolinenspieler das achte Bandmitglied hinzu. 2015 gab es einen Besetzungswechsel und MacGozer übernahm die Gitarre. Am 28. September 2019 gaben Die Dödelsäcke ihr letztes Konzert im Zuge des 30-jährigen Bandbestehens im Druckluft in Oberhausen.

## Bandmitglieder
- Mac Andel (Gesang)
- Mac Ströte (Schlagzeug)
- Mac Joker (Bass)
- Mac Grisu (Leadgitarre)
- Mac Gozer (Rhythmusgitarre)
- Mac Feed (Sackpfeife)
- Mac Rabbit (Thin Whistle)
- Mac Micha (Mandoline)

## Veröffentlichungen
- 2019 – Letzte Fahrt
- 2013 – Volle Kraft voraus!
- 2010 – Plastic Bomb 73
- 2010 – CrashTest ’89
- 2009 – Twin Cities – Ruhrgebiet Split-Sampler, Ruhrgebiet und Twin Cities (St. Paul und Minneapolis)
- 2007 – Taugenix 2 (Fanzine Beilage)
- 2007 – Es lebe der Punk 9 (NixGut Sampler)
- 2006 – HerrenGedeck
- 2006 – Plastic Bomb 57
- 2006 – Eat the rich 3
- 2004 – Es lebe der Punk III
- 2002 – Chaos, Bier und Anarchie 3
- 2001 – Durst 609
- 2001 – Plastic Bomb 34
- 1998 – …aber der Kult lebt weiter Vol. II
- 1998 – Die Dødelsäcke
- 1997 – Plastic Bomb 19
- 1997 – Rabauz Die Zweite
- 1996 – Pogo, Suff & Kohle schnorren 2
- 1995 – Hardenberg Sampler 3
- 1993 – Hardenberg Sampler 2
- 1992 – Hardenberg Sampler 1
- 1991 – Dachfirst Album

- Tapesampler Tinitus 2
- Tapesampler Recht auf’s kotzen 1
- Tapesampler Kuschelschock
- Tapesampler Viva Punk